# Moussa Diarra
Moussa Diarra (Stains, 10 de noviembre de 2000) es un futbolista francés con nacionalidad maliense que juega en la demarcación de defensa en el Deportivo Alavés de la Primera División de España.

## Biografía
Nacido en Stains, es un jugador formado en el Toulouse Football Club, en el que jugó en su equipo filial desde 2018 a 2022.[cita requerida]
El 21 de abril de 2019 firmó su primer contrato profesional con el Toulouse Football Club.[cita requerida] El 30 de octubre de 2019 hizo su debut profesional con el primer equipo en la victoria por 2-1 en la Copa de la Liga sobre Chamois Niortais.[cita requerida]
El 14 de mayo de 2023 se negó a participar en un partido de la Ligue 1 contra el Nantes debido a que el partido formaba parte de una campaña de toda la liga contra la homofobia.[cita requerida] Marcó su primer gol profesional el 13 de abril de 2024, en la victoria a domicilio por 2-1 sobre Rennes.[cita requerida]
El 18 de julio de 2024 se unió al Deportivo Alavés de España con un contrato de cuatro años.

## Selección nacional
Nacido en Francia, es de ascendencia maliense y fue convocado a la selección de Malí para una serie de amistosos en septiembre de 2022.[cita requerida]

## Clubes
| Club                | País    | Año       |
| ------------------- | ------- | --------- |
| Toulouse F. C. "II" | Francia | 2018-2019 |
| Toulouse F. C.      | Francia | 2019-2024 |
| Deportivo Alavés    | España  | 2024-     |